# ジョン・ネシュリング
ジョン・ルシアーノ・ネシュリング（John Luciano Neschling, 1947年5月13日 - ）は、ブラジルの指揮者、作曲家。

## 人物・来歴
オーストリアからの移民 の息子として、リオデジャネイロに生まれる。17歳でウィーンに留学し、ハンス・スワロフスキーに指揮法を学び、タングルウッド音楽祭に参加してレナード・バーンスタインの指導も受けた。1969年にフィレンツェで開催された指揮者コンクール、1972年のロンドン交響楽団主宰の指揮者コンクール、1976年にミラノで開催されたグィード・カンテッリ国際指揮者コンクールのそれぞれで優勝 している。1983年から1988年までリスボン国立歌劇場の指揮者となり、1990年から1997年までスイスのザンクトガレン、1996年から1998年までフランスのボルドーの各歌劇場の指揮者を務めた。1992年から1994年までウィーン国立歌劇場の常任指揮者、1996年から1999年まではパレルモ大劇場の首席指揮者も兼務。1997年にはサンパウロ州立交響楽団の首席指揮者を引き受けたが、2009年に楽団事務局と衝突して辞任している。2013年にはサンパウロ市立劇場の音楽監督になったが、2016年に辞任している。

## 注
1. ↑  ジョン・ネシュリング - Discogs（英語）
2. ↑  “John Neschling - Biographical Summaries of Notable People - MyHeritage”. 2020年5月3日時点のオリジナルよりアーカイブ。2020年5月3日閲覧。
3. ↑  アーカイブ 2019年4月3日 - ウェイバックマシン
4. ↑  アーカイブ 2020年5月3日 - ウェイバックマシン
5. ↑  血縁者にはアルノルト・シェーンベルクやアルトゥール・ボダンツキーがいる。
6. ↑  アーカイブ 2020年5月3日 - ウェイバックマシン
7. ↑  アーカイブ 2017年10月17日 - ウェイバックマシン

| スタブアイコン | サブスタブ | この項目は、まだ閲覧者の調べものの参照としては役立たない、人物に関連した書きかけの項目です。この項目を加筆・訂正などしてくださる協力者を求めています（P:人物伝/PJ:人物伝）。 |